# Monduone N’Kama
Monduone N’Kama (ur. 28 lipca 1960 w Kinszasie) – kongijski piłkarz grający na pozycji napastnika. W swojej karierze grał w reprezentacji Zairu.

## Kariera klubowa
Swoją karierę piłkarską N’Kama rozpoczął w klubie AS Vita Club, w którym w 1980 roku zadebiutował w pierwszej lidze zairskiej. W sezonie 1980 wywalczył z nim mistrzostwo Zairu, a w sezonach 1981, 1982 i 1983 zdobył trzy Puchary Zairu. W AS Vita Club grał do 1986 roku.
Latem 1986 N’Kama został zawodnikiem Vitórii SC. Grał w nim przez dwa lata na poziomie pierwszej ligi portugalskiej. W 1988 roku przeszedł do pierwszoligowej Estreli Amadora. Z kolei w sezonie 1990/1991 grał w drugoligowym Sportingu Covilhã. W sezonie 1990/1991 był piłkarzem klubu CD Olivais e Moscavide, a w sezonie 1991/1992 - CDR Alferrarede. W sezonie 1992/1993, ostatnim w karierze, grał w Santa Maria FC.

## Kariera reprezentacyjna
W reprezentacji Zairu N’Kama zadebiutował w 1981 roku. W 1988 roku został powołany do kadry na Puchar Narodów Afryki 1988. Na tym turnieju zagrał w dwóch meczach grupowych: z Marokiem (1:1) i z Algierią (0:1). W kadrze narodowej grał do 1988 roku.